# Grunj
Grunj je nenaseljeni otočić u Brijunskom otočju, uz zapadnu obalu Istre.
Površina otoka je 36.677 m2, duljina obalne crte 960 m, a visina 8 metara.